# Haruno Szakura
Haruno Szakura (春野サクラ; Hepburn: Sakura Haruno) egy kitalált szereplő Kisimoto Maszasi Naruto című manga- és animesorozatában. Szakura a sorozat legfontosabb női szereplőjévé vált annak ellenére, hogy kezdetben alkotója nem ezt a sorsot szánta neki. Kisimoto számára nehézséget jelentett a szereplő megrajzolása, és szándékosság nélkül jelentősen kihangsúlyozta Szakura egyes testi adottságait, mint például magas homlokát.
A manga és az anime történetében Szakura egy kunoicsi, női nindzsa, aki Avarrejtek falujában Uzumaki Naruto és Ucsiha Szaszuke csoporttársa a 7-es Csapatban. Szakura kezdettől fogva gyengéd érzelmeket táplál Szaszuke iránt és minden alkalmat megragad, hogy a kedvébe járjon. Szaszuke iránti rajongásával szemben Szakura kezdetben megveti a kevéssé tehetséges és ügyes Narutót. A történet előrehaladtával Szakura levetkőzi ezt az elfogult személyiségjegyét és sokkal megértőbbé és elfogadóbbá válik Narutóval szemben. A Második rész folyamán kapcsolata szorosabbra fűződik Narutóval, mikor mindketten egyetlen közös célért harcolnak, hogy visszahozzák a faluba csapattársukat, Szaszukét. Szakura a Naruto-sorozathoz kapcsolódó és annak részét képező hat animációs filmben, az összes OVA-epizódban valamint több videójátékban is szerepelt.
Szakurát több dicsérő és negatív kritika is érte a mangákkal és animékkel foglalkozó média részéről. Kezdetben sztereotip sónen-szereplőkként jellemezték, aki mint csupán a főhős szerelmének tárgyaként jelenik meg, és aki azon kívül semmilyen fontos szerepet nem játszik a sorozatban, hogy kellemesen komikus színfolt. A Naruto cselekményének előrehaladtával az ezen sztereotip jegyeken való felülemelkedését már jóval pozitívabban értékelték kritikusai. A sorozat olvasói körében Szakura idővel jelentős népszerűségre tett szert, melynek köszönhetően számos őt mintázó reklámtermék készült, köztük plüssfigurák és kulcstartók is.

## A szereplő megalkotása és az alapelgondolás

Szakura a manga legelején, mikor még nehézséget jelentett Kisimotónak a karakter megrajzolása

Bár Szakura a sorozat legtöbbet szereplő női alakja, Kisimoto Maszasi eredetileg nem őt szánta a Naruto hősnőjének. Ennek oka, hogy Kisimoto nem volt képes megfelelő női szereplőket megrajzolni. Szakurát olyan fiatal lánynak alkotta meg, aki nem képes megérteni a fiúkat. Szakura megszületése Kisimoto azon szándékának eredménye, hogy olyan szereplőt alkosson, aki egyszerre jó szándékú és bosszantó is. Ezeknek a belső tulajdonságoknak a dacára Kisimoto kedveli Szakurát, mivel úgy érzi a lány jellemvonásai minden emberben megtalálhatóak, és ezeken keresztül valós személynek hat.
Szakura külső megjelenésének megtervezésekor Kisimoto elsősorban a lány alakjára fektette a hangsúlyt, és a lehető legegyszerűbb ruházatott adta neki. Ez igen éles kontrasztban van a sorozat többi szereplőjével, akinek öltözéke részletekben gazdag. Szakura megjelenésnek meghatározó eleme, hogy cicanadrágot visel, mely a lány aktív és sportos vonásait hangsúlyozza. A sorozat elején az általa viselt cicanadrág a térde alá ér és inkább nadrágra hasonlít. Az Első rész folyamán a cicanadrág egyre rövidebb és szűkebb lesz. Kisimoto azzal együtt, hogy nem tudott női szereplőket rajzolni, a sorozat elején nem tudta Szakurát „aranyosnak” ábrázolni. Bár azóta Szakura valóban jelentős változásokon ment keresztül ebbe az irányba, maga Kisimoto és a Naruto alkotói csapata is egyetértenek abban, hogy a lány a sorozat legelején távol állt ettől a képtől.
Szakura legszembetűnőbb külső testi jegye a magas homloka, ami miatt Kisimoto az olyan jelenetek megrajzolásába több időt kénytelen fektetni, ahol Szakura központi szereplő. Szakura homloka ezért tűnik helyenként túl magasnak. Kisimoto a történet Második részében változtatásokat eszközölt Szakura megjelenésén és egy „lendületesebb” karate-stílusú ruhába öltöztette a lányt. A módosítás ellenére Szakura felső ruházata továbbra is kínai-hatást tükröz, mely nőiesebbé teszi a szereplőt.

## A szereplő ismertetése

### Kapcsolatai és személyisége
A sorozat kezdetén Szakura mély vonzalmat érez Ucsiha Szaszuke iránt, akiben Szakurát annak jó kinézete, rideg személyisége és kiemelkedő ügyessége ragadott meg. Ez a vonzalom határozta meg Szakura korai szerepléseinek nagy részét, melyek alkalmával a fiatal fiú figyelmét igyekszik felkelteni. Miután a lány egyre több időt tölt Szaszukéval, mint csapattársával, Szakurában egyre erősebb aggodalom alakul ki, hogy a fiú hatalomvágya miatt egy napon el fogja hagyni őt és Avarrejteket. Mikor félelmei beigazolódnak az Első rész végén, Szakura mindent megtesz, hogy visszatartsa Szaszukét, így bevallja a fiúnak, hogy szerelmes belé és még azt is felajánlja neki, hogy csatlakozik hozzá. A lány szavai ugyan megérintik a fiút, de ez mégsem tartja vissza attól, hogy elhagyja Avarrejteket. Szaszuke távozását követően Szakura eltökélt céljává válik, hogy hazahozza a fiút, mely egyben meghatározó eleme is a Második részben betöltött szerepének. Bár továbbra is aggódik jóléte miatt, és nem engedi, hogy bárki rosszat szóljon Szaszukéról, Szakura akár ártani is képes lenne neki, ha ezzel vissza tudná hozni a faluba.
Szakura kapcsolata Uzumaki Narutóval, akárcsak Szaszukéval, szintén változásokon megy keresztül a történet előrehaladtával. Első találkozásuk alkalmával Szakura tehetségtelen idiótaként tekint Narutóra, aki szándékosan akarja nehezíteni az ő életét. A továbbiak során Naruto többször is bizonyítja harci tudását és elkötelezettségét csapattársai iránt, ami ráébreszti Szakurát, hogy első benyomása a fiúról téves volt. Szaszuke távozása után az Első rész végén Szakura Naruto segítségét kéri abban, hogy hozzák vissza a fiút. Naruto gyengéd érzelmeket táplál Szakura iránt, így mindent megtesz ami erejéből telik, hogy eleget tegyen a lány kívánságának. Annak ellenére, hogy küldetése sikertelenül zárul és a végén ő maga kórházba is kerül emiatt, megesküszik, hogy egy napon eleget fog tenni Szakura kérésének. Felismerve az áldozatot, hogy Naruto min lenne képes keresztülmenni ezért, Szakura az Első és a Második részt összekötő két és fél évet edzéssel tölti, hogy legközelebb már ő is segítségére lehessen Narutónak. A Második rész folyamán, miközben Szaszuke után kutatnak, Szakura tudomást szerez azokról a nehézségekről, amikkel Narutónak szembe kell néznie: a Kilencfarkú rókadémonnal és az Akacuki nevű bűnszervezettel. Szakurát mélyen elszomorítja, hogy ez a két erő milyen befolyást gyakorol a fiatal harcos életére és ennek hatására jóval gondoskodóbb magatartást vesz fel Narutóval szemben, hogy segítségére lehessen ezek legyőzésében. Szakura érzelmi világa teljesen megváltozik a Második rész folyamán, bevallja Narutónak az érzéseit, mondván, hogy ostobaság volt Szaszuke iránti szerelme és már nem érdekli őt egy szökött bűnöző nindzsa, aki teljesen eltávolodott tőle. Naruto nem érti meg Szakura hirtelen érzelmi változását, s visszautasítja őt, mert „nem szereti azokat, akik még saját maguknak is hazudnak.” Valójában Szaszuke iránti érzései sem lankadtak, s ha más megoldás nincs, hogy kihozza őt a „sötétségből” arra is kész, hogy saját kezűleg oltsa ki Szaszuke életét.
Szakura legbelső érzéseinek, gondolatainak megtestesülése, Belső Szakura (内なるサクラ; Ucsi Naru Szakura). Ez, komikus megjelenése mellett, Szakura valódi véleményét jeleníti meg olyan dolgokról, melyekről a külvilág felé éppen az ellenkezőjét mutatja. Belső Szakura megjelenéseit tipikusan a „sánnaró” (しゃーんなろー) felkiáltás kíséri, melynek semmilyen jelentése sincs, de a helyzettől függően „dehogyis”, „dehogynem” vagy „a csudába” jelentést hordozhatja. A Viz Media angol fordításában ezt a „Cha!” felkiáltással helyettesíti. Annak ellenére, hogy Belső Szakura a sorozat elején rendszeresen szerepelt, az Első rész felénél teljesen eltűnik, és csak a Második rész elején bukkan fel ismét. Szakura maga vállalta át ezeket az érzelmi kitöréseket, melyeket korábban a magába zárt Belső Szakurára hárított, az őt körülvevő többi szereplő rémületére és bánatára.

### A sorozatban való szereplésének áttekintése
Szakura a 7-es csapat minden korai küldetésének résztvevője, bár a harcok során igen kis szerepet vállal. Az összecsapások alkalmával inkább félrehúzódik és inkább csapattársaitól várja el, hogy megvédjék őt és hogy megnyerjék a csatát. A Nagy Csúnin-választó Vizsga alkalmával, mikor a 7-es Csapat éppen az ő támogatására szorult, Szakura rájön, hogy butaság volt tőle mindig csak mások segítségére hagyatkozni a harcok során. Ekkor határozza el, hogy fejleszteni fogja nindzsa-képességeit, és a későbbiekben már jóval aktívabb szerepet vállal a 7-es Csapat ütközeteiben. Szaszuke a faluból való távozása után az Első rész végén, akit Naruto sem volt képes megállítani és visszahozni Avarrejtekbe, Szakura ekkor tanúsított tehetetlensége miatt Cunade tanítványának áll, hogy tovább fejlessze képességeit és hogy a jövőben nagyobb segítségére lehessen csapattársainak.
Szakura már jóval aktívabb szereplője a Második résznek, ahogyan az a Szaszori nevű Akacuki-tag feletti győzelme is mutatja. Ennek a győzelmének köszönhetően információkhoz jut eltűnt csapattársa, Szaszuke hollétéről is. Naruto, Szakura és a 7-es Csapat új tagjai ezt felhasználva találnak rá Szaszukéra, de ez alkalommal sem tudják elfogni őt, és az ismét megszökik előlük. Bár kudarcuk miatt csalódottak, a csapat még egyszer kísérletet tesz Szaszuke megtalálására. Mikor már úgy látszik sarokba szorították a fiút, ismét elveszítik a nyomát és kénytelenek visszatérni falujukba.

### Képességei és készségei
Az Első rész folyamán Szakura képességei szinte alig mutatkoznak meg. Bár a harci jelenetek alkalmával láthatóan jártas az alap nindzsa technikákban, viszont nem rendelkezik semmi egyedi készséggel, mint a 7-es Csapat többi tagja. Tanára, Hatake Kakasi véleménye szerint Szakura tökéletesen uralja csakráját, de az ez által felszabadítható erők használatát csak a Második rész folyamán sajátítja el.
Cunadéval való két és fél éves edzése során Szakura két különleges technikát sajátított el, mely kimondottan a csakrájának precíz irányításán alapul. Az első és leggyakrabban alkalmazott képessége a gyógyítás, melynek révén kapta meg a csapat orvosának pozícióját. Gyors és ügyes gyógyító képességét a sorozat több szereplője is dicséri: véleményük szerint Szakura sokkal tehetségesebb mint a legtöbb, tapasztalt orvosi nindzsa. Mivel egy nindzsacsapat túlélése múlhat az orvosi nindzsákon, Szakurának biztonságos távolságot kell tartani az ellenségtől a harcok során. Ebben második képessége, emberfeletti ereje van segítségére. Csakráját az öklében koncentrálva és azt felszabadítva a célponttal való találkozásakor Szakura könnyedén képes bármilyen akadályt elhárítani.

## Megjelenése a manga- és animesorozaton kívül
Szakura számos helyen feltűnt a manga- és animesorozaton kívül is. Szereplője mind a hat, a sorozathoz kapcsolódó animációs filmnek. Az első, Daikacugeki! Jukihime Ninpócsó dattebajo!! címet viselőben Fujukuma Midzoréval méri össze az erejét, a Daigekitocu! Maborosi no Csiteiiszeki Dattebajo-ban Naruto és Nara Sikamaru oldalán harcol Haido és csatlósai ellen. A harmadik, Dai Kófun! Mikadzuki-dzsima no Animaru Panikku Dattebajo! című filmben a Karenbana nevű bérnindzsával harcol, akit emberfeletti erejével győz le, a Gekidzsóban Naruto Sippúden-ben, mely a Második rész alatt játszódik, Szakura, Naruto, Rock Lee és Hjúga Nedzsi azt a feladatot kapja, hogy védjék meg a Sion nevű papnőt. Szakura szintén szereplője mind a négy OVA-epizódnak. Az elsőben Narutóval és Konohamaruval egy négylevelű lóherét keresnek. A második epizódban csapatával a Sibuki nevű nindzsát kell biztonságban eljuttatniuk a falujába és segíteniük neki legyőzni azt az elveszett nindzsát, aki ellopta a falu „Hős-vizét”. A negyedikben pedig Szakura egy bajnokságon vesz részt.

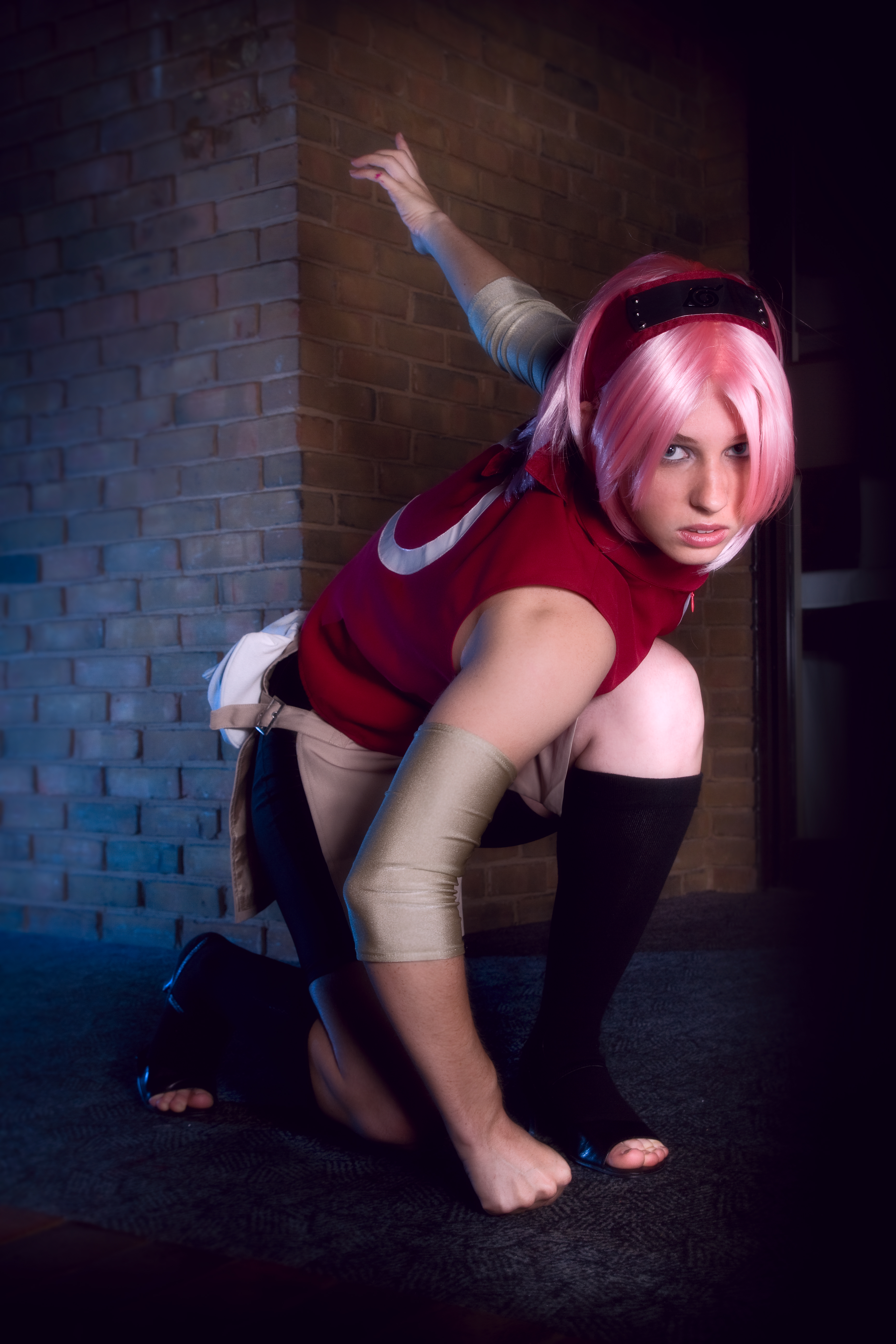
Szakurát imitáló cosplayes

Szakura szinte mindegyik Naruto-videójátéknak választható karaktere, így a Clash of Ninja-sorozatnak és a Ultimate Ninja-sorozatnak is. Néhány játékban Szakura a harcok során Belső Szakurát is beveti több különleges gendzsucu mellett. A Naruto Shippūden: Gekitou Ninja Taisen EX az első olyan játék, melyben Szakura a Második részben kapott új külsejével jelenik meg. A második ilyen játék a Naruto Shippūden: Narutimate Accel vagy angol nevén: Naruto Shippūden: Ultimate Ninja Heroes 3.

## Kritikák és a szereplő megítélése
Szakura a Sónen Jump népszerűségi szavazásán igen előkelő helyezéseket ért el, többször bekerült a tíz legnépszerűbb szereplő közé, és egyszer az első öt között is szerepelt, bár a 2006-ban a tizenkettedig helyre esett vissza. Kate Higgins, Szakura angol szinkronhangja, egy interjú során kiemelte, hogy a szereplő a sorozat előrehaladtával egyre összetettebb jellemmé érik, érzékenyebb és gondoskodóbb lesz. Számos Szakurát mintázó reklámtermék és játék készült, köztük plüssfigurák, kulcstartók, és kitűzők.
Számos, a mangákkal, animékkel, videójátékokkal és egyéb kapcsolódó ágazatokkal foglalkozó média illette pozitív, illetve negatív kritikával a szereplőt. Az IGN véleménye szerint minden anime és manga csak profitálhat egy erős jellemző női szereplő jelenlétével, mint amilyen Szakura, bár a szereplőt „sztereotipikusan lányosnak” írta le. Az anime 110. epizódjának ismertetőjében az IGN a szereplő személyes jellemfejlődésének csúcsáról írt dicsérően, melynek eredményeként kinőtte „lányos” vonásait. A GameSpot kiemelte, hogy Szakura a sorozatban legtöbbször mint komikus szereplő jelenik meg. A T.H.E.M. Anime Reviews jóval negatívabb kritikája szerint Szakura csupán a sónen mangák egy sztereotip szereplőtípusa, a főhős szerelmének a tárgya, akivel egyáltalán nem lehet azonosulni.